# Giancarlo Ferrari
Giancarlo Ferrari (n. 22 octombrie 1942, Abbiategrasso, Lombardia, Regatul Italiei) este un arcaș ce a reprezentat Italia, medaliat olimpic. A participat la 5 ediții ale Jocurilor Olimpice (1972, 1976, 1980, 1984, 1988) în care a câștigat două medalii de bronz.